# Завод сепарації у Брокен-Гілл
Завод сепарації в Брокен-Гілл — підприємство гірничодобувної галузі на півдні Австралії.
У 2005 році компанія BeMaX Resources NL (у 2008-му її поглинула саудійська компанія National Titanium Dioxide Company Ltd (Cristal)) ввела в дію копальню Гінгко. Остання, крім видобутку титан-цирконієвих пісків, також провадила їх первинне розділення із отриманням слабомагнітного рутил-циркон-лейкоксенового концентрату, який, втім, ще містив певні обсяги ільменіту. Зазначений слабомагнітний концентрат вивозили автотранспортом на розташований менш ніж за сотню кілометрів завод сепарації у Брокен-Гіллі, де відбувалось вилучення лейкоксену та залишків ільменіту.
Проект другої черги передбачав спорудження на майданчику в Брокен-Гілл потужностей з розділення рутил-цирконового концентрату, проте станом на першу половину 2020-х вони так і не з'явились, а зазначений концентрат відправляється на завод сепарації у Банбері (Західна Австралія). Вивіз продукції з Брокен-Гілл здійснюється залізницею до порту Аделаїда.
Сушарки на заводі в Брокен-Гіллі розраховані на споживання природного газу, втім, через відсутність відповідної трубопровідної інфраструктури це може бути або зріджений нафтовий газ (пропан-бутанова фракція), або зріджений природний газ.
З 2010-го через модуль магнітної сепарації Гінгко також почала проходити продукція копальні Снаппер. У 2022—2024 роках Снаппер та Гінгко вивели з експлуатації, проте з 2022-го їм на заміну запустили копальню Атлас/Кампаспе, концентрат з якої вивозять автотранспортом до залізничної станції Іванхоє, звідки доправляють до Брокен-Гілл. На відміну від попередніх, Атлас/Кампаспе не має обладнання для попередньої магнітної сепарації ільменіту, тому в Брокен-Гілл з неї надходить повноцінний комплексний концентрат важких мінералів. Також відомо, що триманий з продукції Атлас/Кампаспе хлоридний ільменітовий концентрат передбачалось відправляти на завод синтетичного рутилу в Чандалі.
У 2015-му отримали дозвіл на збільшення максимальної потужності по прийому з 780 до 975 тисяч тонн концентрату на рік, а станом на кінець десятиліття цей показник змінили на 1,2 млн тонн. Втім, він характеризує саме порогове значення, визначене у відповідності до вимог природоохоронного законодавства, тоді як фактичне завантаження заводу в Брокен-Гілл залежить від діяльності копалень та зазвичай набагато менше.
У 2019-му саудійці продали свій титановий бізнес американській корпорації Tronox.
Залишки збагачення містять певні обсяги низькорадіоактивного монациту, тому з середини 2010-х їх почали вивозити для захоронення у віпрацьованих зонах копальні Гінгко (по завершенні її рекультивації передбачався перехід на вивезення таких відходів до Атлас/Кампаспе.